# Большие Озертицы
Большие Озе́ртицы (фин. Oseritsa) — деревня в Большеврудском сельском поселении Волосовского района Ленинградской области.

## История
Впервые упоминается в Писцовой книге Водской пятины 1500 года как село Озертицы в Григорьевском Льешском погосте.
Затем как деревня Osertitza by в Григорьевском погосте в шведских «Писцовых книгах Ижорской земли» 1618—1623 годов.
На карте Ингерманландии А. И. Бергенгейма, составленной по шведским материалам 1676 года, обозначена как деревня Åsertitsa.
На шведской «Генеральной карте провинции Ингерманландии» 1704 года — как деревня Åssertitsa.
Как деревня Осарицы она обозначена на «Географическом чертеже Ижорской земли» Адриана Шонбека 1705 года.
Как деревня Озертины — на карте Ингерманландии А. Ростовцева 1727 года.
Затем как деревня Озертицы обозначена на карте Санкт-Петербургской губернии Я. Ф. Шмидта 1770 года.
В 1771 году деревню Большие Озертицы купил придворный банкир, барон Иван Юрьевич Фридрикс у фаворита Екатерины II Сергея Васильевича Салтыкова.
На карте Санкт-Петербургской губернии Ф. Ф. Шуберта 1834 года упоминается деревня Большие Озертицы, состоящая из 34 крестьянских дворов, к востоку от неё обозначена мыза барона Фридрикса, а к запада — харчевня.

ОЗЕРТИЦЫ — деревня принадлежит барону Фридрихсу, число жителей по ревизии: 159 м. п., 200 ж. п. (1838 год)

В пояснительном тексте к этнографической карте Санкт-Петербургской губернии П. И. Кёппена 1849 года она записана как деревня Oserditz (Озертицы) и указано количество её жителей на 1848 год: савакотов — 36 м. п., 33 ж. п., всего 69 человек, а также указано, что «В Новых Озертицах проживают исключительно финны, в Старых Озертицах — русские, кроме двух домов населённых финнами».
На карте профессора С. С. Куторги 1852 года обозначена деревня Большие Озертицы, состоящая из 34 дворов.

ОЗЕРТИЦЫ — деревня наследников барона Фредрикса, по почтовой дороге, число дворов — 50, число душ — 117 м. п. (1856 год)

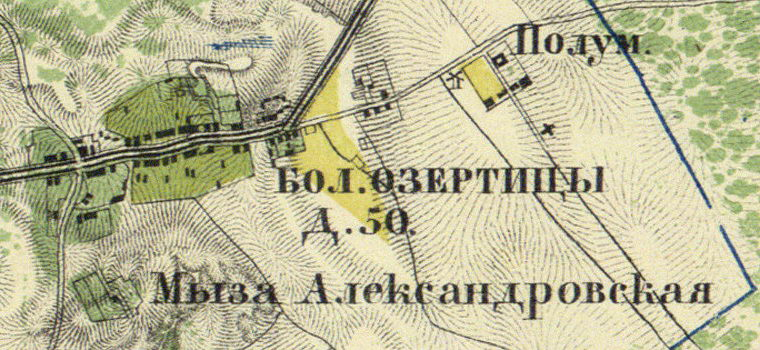
План деревни Большие Озертицы. 1860 год

Согласно «Топографической карте частей Санкт-Петербургской и Выборгской губерний» 1860 года деревня Большие Озертицы состояла из 50 дворов, к востоку от деревни находилась ветряная мельница и полумыза, а к югу от деревни — мыза Александровская.

БОЛЬШИЕ ОЗЕРТИЦЫ (ОЗЕРТИЦЫ) — деревня владельческая при колодце, по Нарвскому шоссе от Ямбурга в 26 верстах, число дворов — 40, число жителей: 104 м. п., 123 ж. п. (1862 год)

В 1869 году временнообязанные крестьяне деревни выкупили свои земельные наделы у А. И. и А. А. Барановых и стали собственниками земли.
В 1900 году, согласно «Памятной книжке Санкт-Петербургской губернии», мыза Озертицы площадью 607 десятин принадлежала барону Феофилу Константиновичу Штакельбергу.
В конце XIX — начале XX века деревня Большие Озертицы административно относилась к Княжевской волости 1-го стана Ямбургского уезда Санкт-Петербургской губернии. Население деревни было смешанным — финско-русским.
С 1917 по 1923 год деревня Большие Озертицы входила в состав Княжеско-Ильешской волости Кингисеппского уезда.
С 1923 года в составе Озертицкого сельсовета Врудской волости.
С 1924 года в составе Ущевицкого сельсовета Молосковицкой волости.
Согласно данным переписи населения СССР 1926 года в деревне Озертицы Большие проживали 217 человек, все русские.
С 1927 года в составе Молосковицкого района.
С 1928 года в составе Больше-Хотыницкого сельсовета.
Согласно топографической карте 1930 года деревня насчитывала 55 дворов.
С 1931 года в составе Волосовского района.
По данным 1933 года деревня Большие Озертицы входила в состав Большехотыницкого сельсовета Волосовского района.
С 1935 года в составе Хотыницкого сельсовета.

План деревни Большие Озертицы. 1938 год

Согласно топографической карте 1938 года деревня насчитывала 51 двор, в деревне был организован животноводческий совхоз «Озертицы».
Деревня была освобождена от немецко-фашистских оккупантов 29 января 1944 года.
С 1954 года в составе Каложицкого сельсовета.
С 1963 года в составе Кингисеппского района.
С 1965 года вновь в составе Волосовского района. В 1965 году население деревни Большие Озертицы составляло 107 человек.
По административным данным 1966, 1973 и 1990 годов деревня Большие Озертицы также входила в состав Каложицкого сельсовета.
В 1997 году в деревне проживали 33 человека, в 2002 году — 39 человек (русские — 87 %), в 2007 году — 16.
В мае 2019 года деревня вошла в состав Большеврудского сельского поселения.

## География
Деревня расположена в западной части района на автодороге А180 (E 20) (Санкт-Петербург — Ивангород — граница с Эстонией) «Нарва».
Расстояние до административного центра поселения — 7 км.
Расстояние до ближайшей железнодорожной станции Молосковицы — 10 км.

## Демография
| 1862 | 2002 | 2007 | 2010 | 2017 |
| ---- | ---- | ---- | ---- | ---- |
| 227  | ↘39  | ↘16  | ↗33  | ↘25  |

### Национальный состав
Согласно данным Всероссийской переписи населения 2021 года в деревне проживали 32 человека, из них:
 русские — 25, белорусы — 1, казахи — 1, украинцы — 1 человек, остальные национальность не указали.

## Известные уроженцы
- Григорьев, Николай Васильевич (1918—1976) — Герой Советского Союза (1945), родился в деревне Большие Озертицы